# Johann Jaun
Johann Jaun (Meiringen, 27 de fevereiro de 1842 - Meiringen, 12 de janeiro de 1921) foi um alpinista e guia de alta montanha suíço, considerado como o digno sucessor de Melchior Anderegg.

## Biografia
Começou a interessar-se pelo alpinismo jovem, mas foi com Melchior Anderegg que esta atividade se tornou uma paixão. Em 30 de junho de 1868 realizou uma primeira ascensão da Pointe Walker com o alpinista Horace Walker.
Em 1883 tomou parte, com Thomas Stuart Kennedy e Johann Fisher, no primeiro reconhecimento da Nanda Devi.

## Primeiras ascensões
- 1868 - Pointe Walker (4208 m, ponto culminante dos Grandes Jorasses) com Horace Walker, Melchior Anderegg e Julien Grange; 30 de junho
- 1873 - Aletschhorn  a partir do Glacier d'Aletsch
- 1875 - Aiguille Verte pelo corredor Cordier pela vertente Argentière, com Thom; 31 Jul.
- 1876 - Les Courtes com Henri Cordier, Thomas Middlemore, John Oakley Maund, Jakob Anderegg e Andreas Maurer, pela vertente N (Voie Cordier); 4 de agosto
- 1876 - Les Droites com Thomas Middlemore, John Oakley Maund, Henri Cordier e Andreas Maurer; 7  e agosto
- 1876 - Novo itinerário pela  aresta N do Piz Bernina com Thomas Middlemore, Henri Cordier e Kaspar Maurer; 18 de agosto
- 1876 - Novo itinerário pela aresta N do Piz Roseg com Thomas Middlemore e Henri Cordier; 18 de agosto
- 1876 - Aiguille Verte a partir do Glacier d'Argentière
- 1877 - Aresta S-E da Ober Gabelhorn com William Edward Davidson, J. W. Hartley et Peter Rubi; 3 de setembro
- 1877 - Itinerário da face S-E e depois aresta S-O do Weisshorn com J. W. Hartley, Peter Rubi, Henry Seymour Hoare et Aloys Pollinger; 6 de setembro
- 1878 - Nova via na face E do Bietschhorn com Clinton Thomas Dent, John Oakley Maund et Andreas Maurer; 25 de julho
- 1878 - Mont Maudit com Henry Seymour Hoare, William Edward Davidson e Johann von Bergen; 2 Set.
- 1879 -Novo itinerário na Aiguille du Midi sobre o vertente de  Chamonix com Kaspar Maurer, John Oakley Maund e Clinton Thomas Dent